# Gustave Flaubert
«  Flaubert » redirige ici. Pour les articles homophones, voir Flober et FloBer.
Pour les articles homonymes, voir Flaubert (homonymie).
Gustave Flaubert est un écrivain français né à Rouen le 12 décembre 1821 et mort à Croisset, lieu-dit de la commune de Canteleu, le 8 mai 1880. Considéré, avec Victor Hugo, Stendhal, Balzac et Zola, comme l'un des plus grands romanciers français du XIXe siècle, Flaubert se distingue par sa conception du métier d’écrivain et la modernité de sa poétique romanesque.
Prosateur de premier plan de la seconde moitié du XIXe siècle, Gustave Flaubert a marqué la littérature universelle par la profondeur de ses analyses psychologiques, son souci de réalisme, son regard lucide sur les comportements des individus et de la société. La force de son style se révèle dans de grands romans comme Madame Bovary (1857), Salammbô (1862), L'Éducation sentimentale (1869) ou le recueil de nouvelles Trois Contes (1877).

## Biographie

### Jeunesse

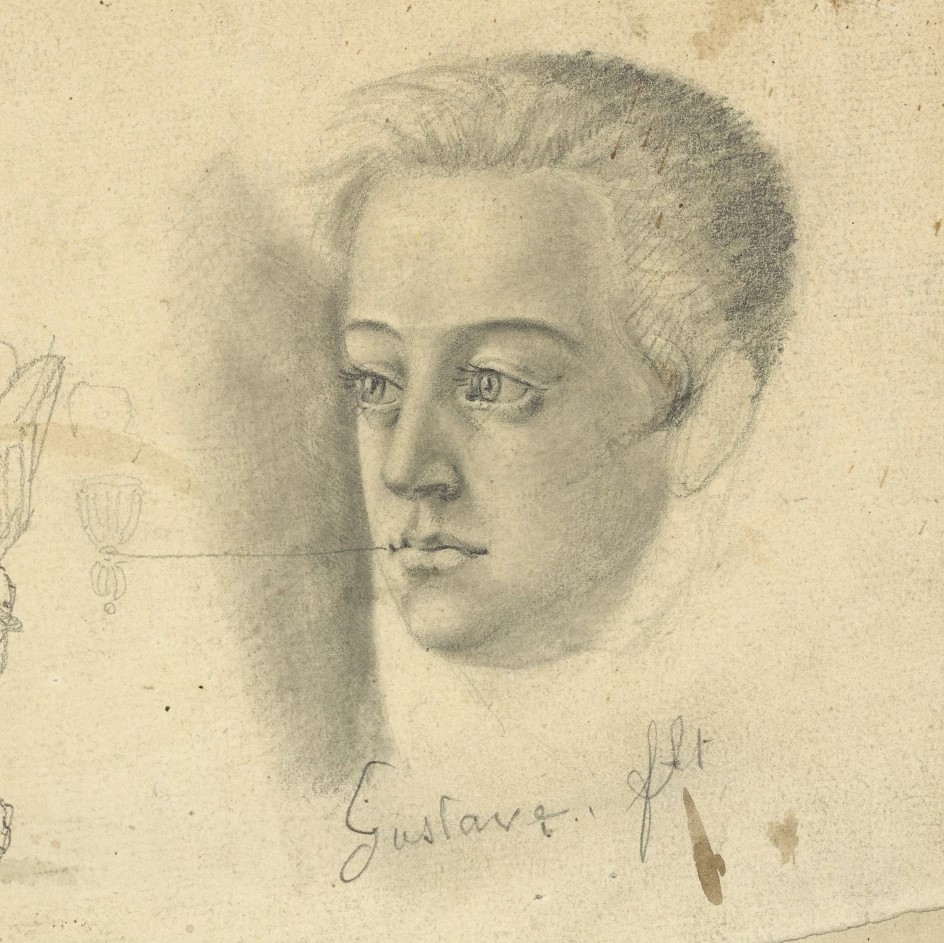
Gustave Flaubert vers 13-14 ans.

Né en 1821 dans une famille de la bourgeoisie rouennaise, Gustave Flaubert est le cinquième enfant d’Achille Cléophas Flaubert (1784-1846), chirurgien-chef très occupé à l'Hôtel-Dieu de Rouen, et de son épouse, Anne Justine Caroline Fleuriot (1793-1872), fille d'un médecin de Pont-l'Évêque. Il est le deuxième enfant du couple à ne pas mourir précocement.
Il naît le 12 décembre 1821 après une sœur et deux frères décédés en bas âge, et est délaissé en faveur de son frère aîné, brillant élève admiré par la famille (prénommé Achille comme son père, à qui il succédera d'ailleurs comme chirurgien chef de l'Hôtel-Dieu de Rouen). Gustave Flaubert passe une enfance sans joie, marquée par l'environnement sombre de l'appartement de fonction de son père à l'hôpital de Rouen, mais adoucie par sa complicité avec sa sœur cadette, Caroline, née trois ans après lui.
Adolescent aux exaltations romantiques, il est déjà attiré par l'écriture au cours d'une scolarité vécue sans enthousiasme comme interne au Collège royal, puis au lycée de Rouen, à partir de l'année 1832. Il y rencontre Ernest Chevalier, avec qui il fonde, en 1834, Art et Progrès, un journal manuscrit où il fait paraître son premier texte public. Il est renvoyé en décembre 1839, pour indiscipline, et passe seul le baccalauréat, en 1840. Après sa réussite à l'examen, ses parents lui financent un voyage dans les Pyrénées et en Corse, que Flaubert relate dans un ouvrage de jeunesse publié de manière posthume sous le nom de Voyage dans les Pyrénées et en Corse ou dans certaines éditions de Mémoires d'un fou.
Le premier événement notable dans sa jeunesse est sa rencontre à Trouville-sur-Mer, durant l'été 1836, d'Élisa Schlésinger qu'il aime d'une passion durable et sans retour. Il transpose d'ailleurs cette passion muette, avec la charge émotionnelle qu'elle a développée chez lui, dans son roman L'Éducation sentimentale, en particulier dans la page célèbre de « l'apparition » de madame Arnoux au regard du jeune Frédéric et dans leur dernière rencontre poignante.

### Formation
Dispensé de service militaire grâce au tirage au sort qui lui est favorable, Flaubert entreprend sans conviction, en 1841, des études de droit à Paris, ses parents souhaitant qu'il devienne avocat. Il y mène une vie de bohème agitée[évasif], consacrée à l'écriture. Il y rencontre des personnalités dans le monde des arts, comme le sculpteur James Pradier, et celui de la littérature, comme l'écrivain Maxime Du Camp, qui devient son grand ami, et le poète et auteur dramatique Victor Hugo. Il abandonne le droit, qu'il abhorre, en janvier 1844 après une première grave crise d'épilepsie. Il revient à Rouen, avant de s'installer en juin 1844 à Croisset, au bord de la Seine, à quelques kilomètres en aval de Rouen, dans une maison que lui achète son père. Il y rédige quelques nouvelles et une première version de L'Éducation sentimentale. Au début de l'année 1846 meurent, à peu de semaines d'intervalle, son père puis sa jeune sœur (deux mois après son accouchement – Gustave prendra la charge de sa nièce, Caroline). Son père laisse en héritage une fortune évaluée à 500 000 francs : il peut désormais vivre de ses rentes et se consacrer entièrement à l'écriture:15. C'est également au printemps de cette année que commence sa liaison houleuse et intermittente sur une dizaine d'années avec la poétesse Louise Colet. Jusqu'à leur rupture — sa dernière lettre à Louise Colet est datée du 6 mars 1855 —, il entretient avec elle une correspondance considérable dans laquelle il développe son point de vue sur le travail de l'écrivain, les subtilités de la langue française et ses vues sur les rapports entre hommes et femmes. Gustave Flaubert, au physique de plus en plus massif, est cependant un jeune homme sportif : il pratique la natation, l'escrime, l'équitation, la chasse…
Il se rend à Paris avec son ami Louis-Hyacinthe Bouilhet pour assister à la Révolution de 1848:17. Il lui porte un regard très critique que l'on retrouve dans L'Éducation sentimentale. Poursuivant ses tentatives littéraires, il reprend entre mai 1848 et septembre 1849 la première version commencée en 1847 de La Tentation de saint Antoine inspirée par un tableau qu'il a vu à Gênes en 1843 au cours du voyage de noces de sa sœur qu'il a accompagnée avec sa famille. Puis, Gustave Flaubert organise, avec Maxime Du Camp, un long voyage en Orient qui se réalise entre 1849 et 1852. Dans son carnet de voyage, il fait le pari de tout dire, depuis la descente éblouissante du Nil, sa rencontre à deux reprises avec une danseuse égyptienne, Kuchuk Hanem, jusqu'à sa fréquentation des bordels. Ses observations, ses expériences et ses impressions, de ce voyage, qui le conduit en Égypte et à Jérusalem en passant, au retour, par Constantinople et l'Italie, nourrissent certains de ses écrits ultérieurs, par exemple Hérodias:18.

### Premiers romans

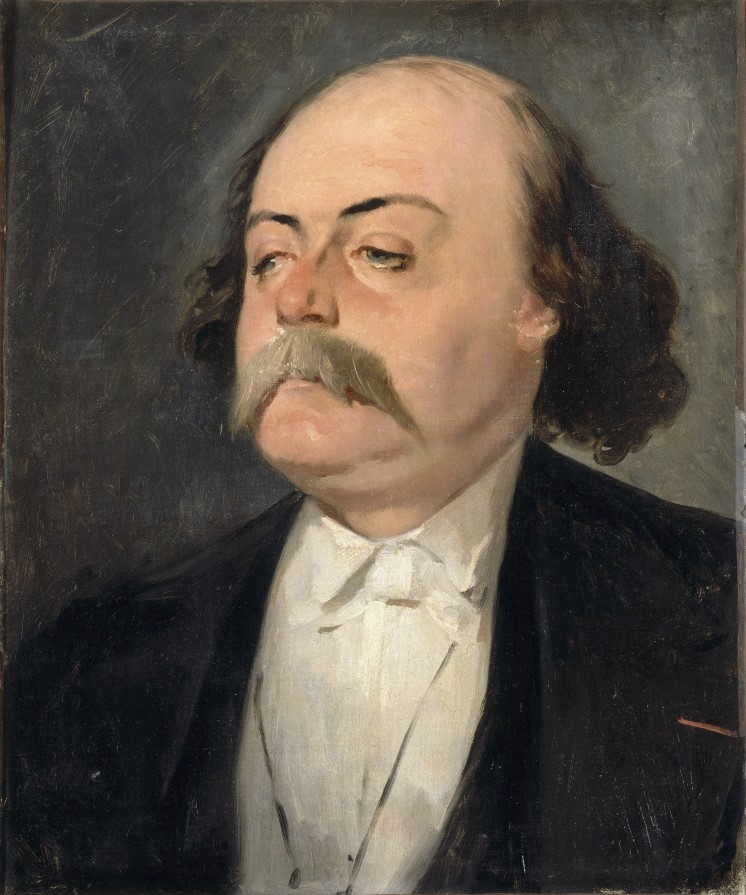
Portrait de Gustave Flaubert par Eugène Giraud, vers 1856.

Le 19 septembre 1851, Flaubert, encouragé par ses amis Louis Bouilhet et Maxime Du Camp commence la rédaction de Madame Bovary, en s'inspirant d'un fait divers normand (cf. Delphine Delamare). Il achève ce roman réaliste et psychologique en mai 1856 après 56 mois de travail. Il fréquente épisodiquement les salons parisiens les plus influents du Second Empire, comme celui de Madame de Loynes dont il est très amoureux ; il y rencontre entre autres George Sand avec laquelle il entretient une riche correspondance disponible aujourd'hui. À la fin de l'année 1856, Madame Bovary paraît dans La Revue de Paris, puis, après la rencontre de Flaubert avec l'éditeur Michel Lévy, le roman sort en librairie en avril 1857 et est l’objet d’un procès retentissant pour atteinte aux bonnes mœurs : Flaubert est acquitté grâce à ses liens avec la société du Second Empire et avec l'impératrice, ainsi qu'à l'habileté de son avocat, tandis que Charles Baudelaire, poursuivi par le même tribunal, pour les mêmes raisons, après publication de son recueil Les Fleurs du mal au cours de la même année 1857, est condamné. À partir de la parution de Madame Bovary, Flaubert poursuit une correspondance avec Marie-Sophie Leroyer de Chantepie, femme de lettres vivant à Angers, et dévouée aux pauvres. Flaubert se partage, dès 1855, entre Croisset et Paris où il fréquente les milieux littéraires et côtoie les frères Goncourt, Sainte-Beuve, Baudelaire, Théophile Gautier, puis, à partir de 1863, Ivan Tourgueniev et la princesse Mathilde Bonaparte.
Le 1er septembre 1857, Flaubert entame la rédaction de Salammbô, roman historique qui évoque la guerre des Mercenaires à Carthage, conflit qui s'est déroulé entre les première et seconde guerres puniques. Pour cela, il voyage au cours des mois d'avril et juin 1858 en Tunisie, afin de se documenter et de voir Carthage. Le roman paraît après une longue maturation, en 1862.

### Écrivain reconnu et années de maturité

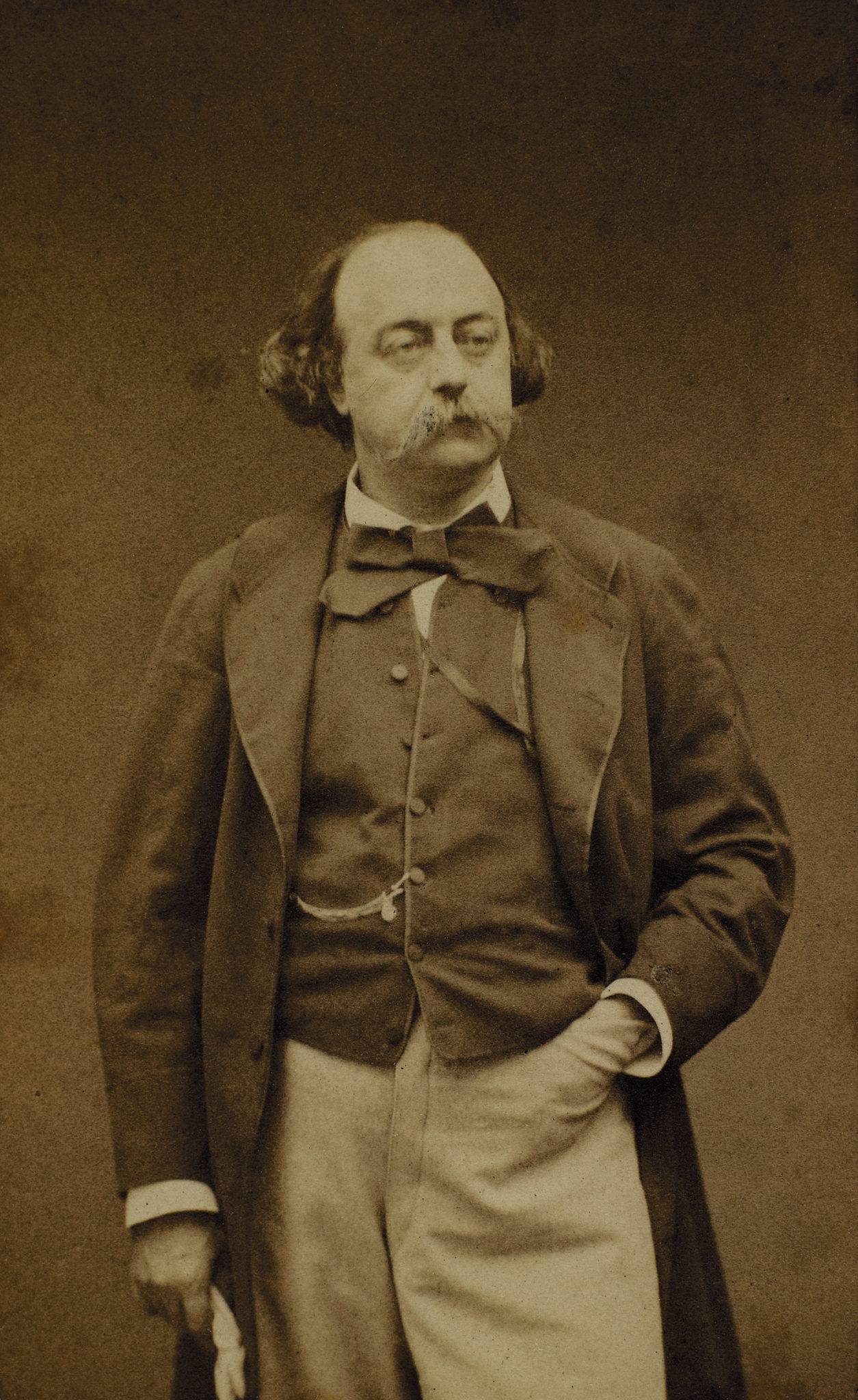
Gustave Flaubert photographié par Étienne Carjat.

Deux ans plus tard, le 1er septembre 1864, Flaubert entreprend la version définitive de L'Éducation sentimentale, roman de formation marqué par l'échec et l'ironie, avec des éléments autobiographiques comme sa première passion amoureuse ou son témoignage sur les débordements des révolutionnaires de 1848. Le roman est publié en novembre 1869 : mal accueilli par la critique et les lecteurs, il ne s'en vend que quelques centaines d'exemplaires.
Flaubert continue sa vie mondaine : il rencontre l'empereur, reçoit la Légion d'honneur en 1866 et resserre ses liens avec George Sand qui le reçoit à Nohant. En juillet 1869, il est très affecté par la mort de son ami Louis-Hyacinthe Bouilhet. Rien ne permet d'affirmer qu'il ait été l'amant de la mère de Guy de Maupassant, sœur de son ami d'enfance, Alfred Le Poittevin, encore que Jacques-Louis Douchin le prétende dans son livre La Vie érotique de Flaubert, publié en 1984 par Jean-Jacques Pauvert. Quoi qu'il en soit, Flaubert est très proche du jeune Maupassant qui le considére comme un père spirituel. Leur correspondance témoigne de cette proximité.
Durant l'hiver 1870-1871, les Prussiens occupant une partie de la France dont la Normandie et Croisset, Flaubert se réfugie avec sa mère chez sa nièce, Caroline, à Rouen ; sa mère meurt le 6 avril 1872. Opposant à la Commune de Paris, il s'élève contre les lois sociales votées par celle-ci en déplorant que « le gouvernement se mêle maintenant du droit naturel ». À cette époque, il connaît des difficultés financières liées à la faillite de son neveu par alliance : il vend ses fermes et quitte par économie son appartement parisien alors que sa santé devient délicate. Il achève et publie toutefois le 1er avril 1874 la troisième version de La Tentation de saint Antoine, juste après l'échec de sa pièce de théâtre Le Candidat en mars 1874. Sa production littéraire continue avec les Trois contes, volume qui comporte trois nouvelles : Un cœur simple, centré sur la figure de Félicité inspirée par Julie, nourrice puis domestique qui servit la famille Flaubert, puis Gustave seul jusqu'à la mort de ce dernier, La Légende de saint Julien l'Hospitalier, conte hagiographique des temps médiévaux écrit en cinq mois en 1875, et Hérodias autour de la figure de saint Jean Baptiste, écrit dans l'hiver 1875-1876. La publication du volume le 24 avril 1877 est bien accueillie par la critique.

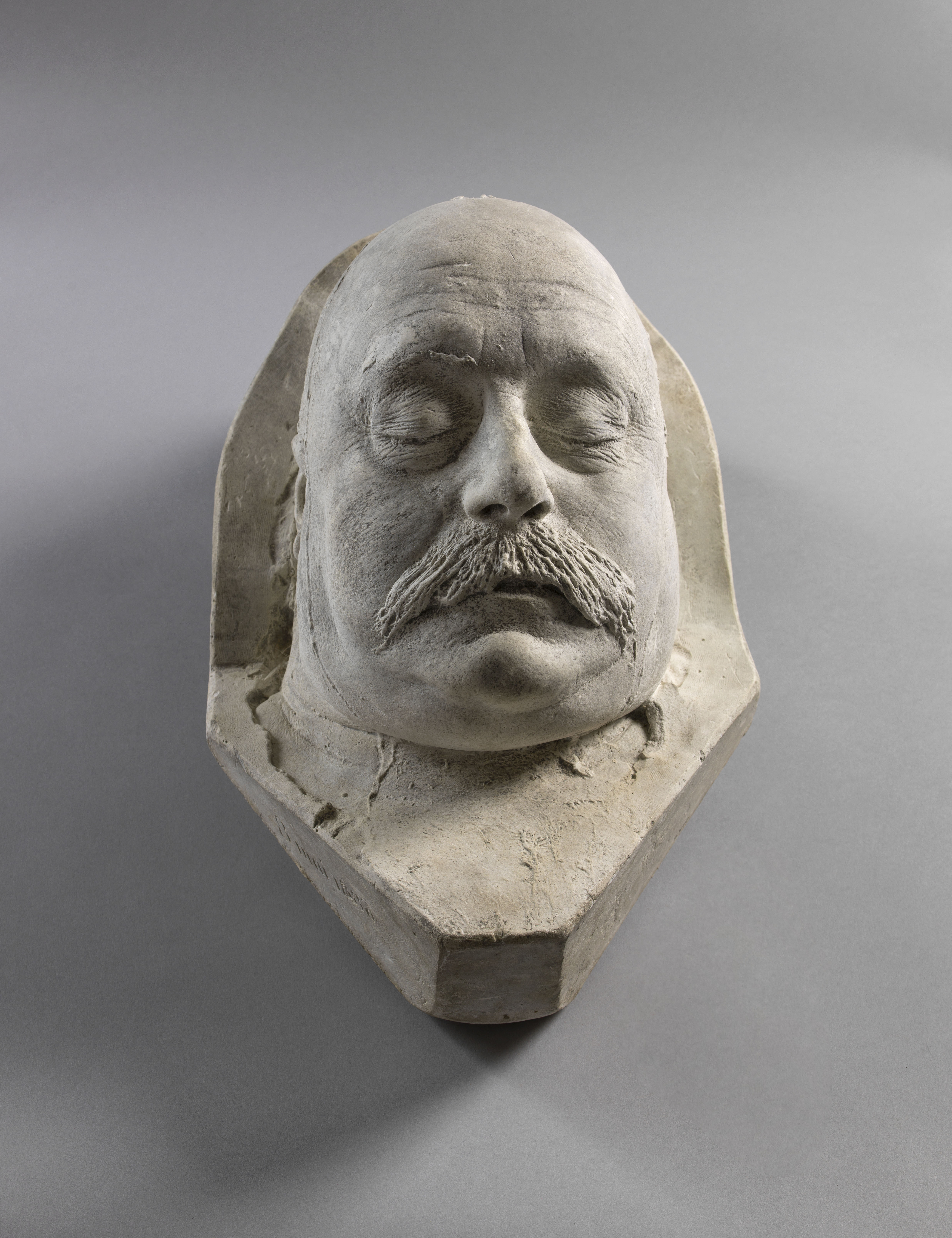
Masque mortuaire de Gustave Flaubert, 1880.
Anonyme, Paris, musée Carnavalet.

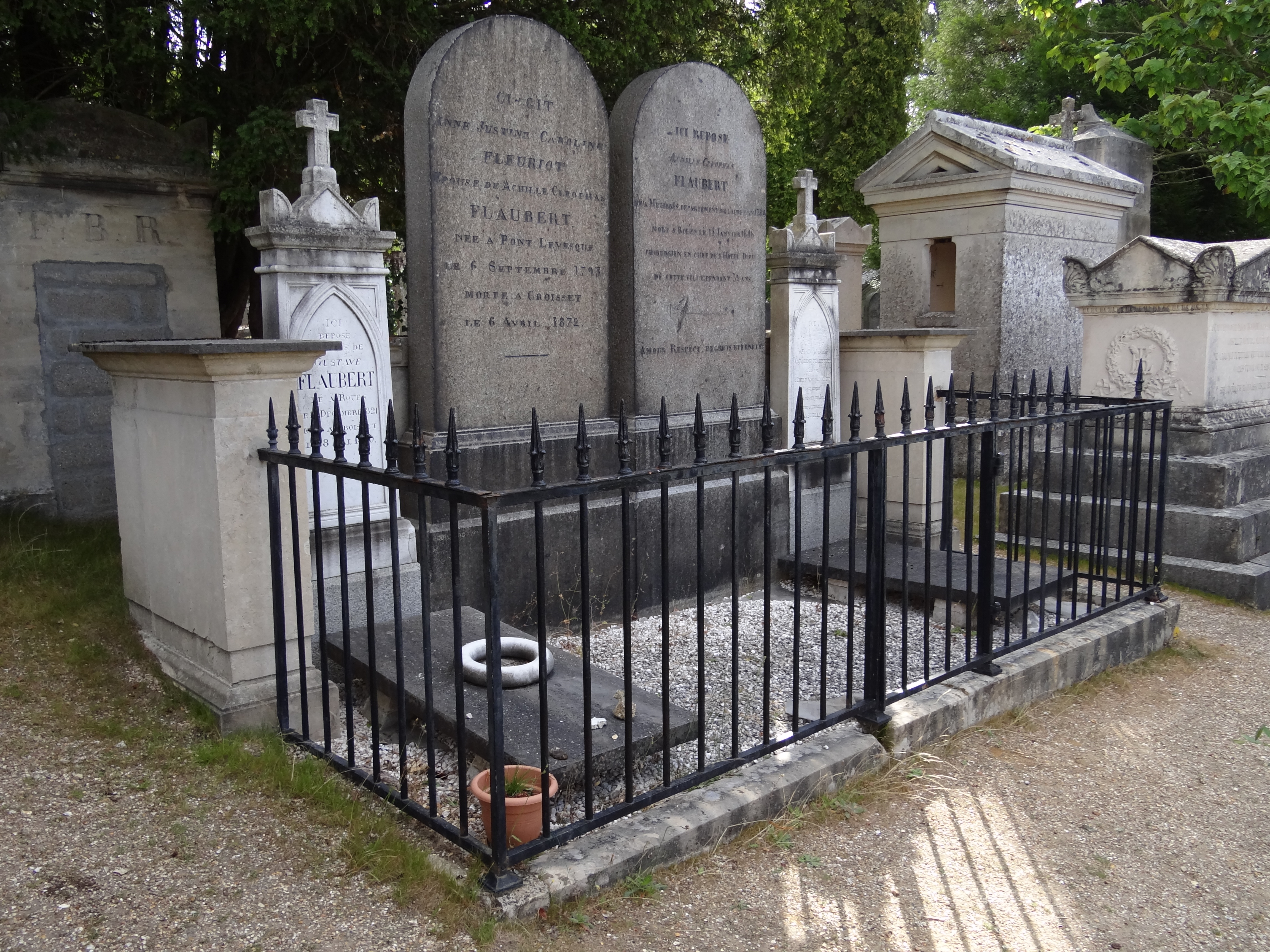
La tombe de Gustave Flaubert et de sa famille au cimetière monumental de Rouen.

De 1877 à 1880, il poursuit la rédaction de Bouvard et Pécuchet, entamée en 1872-1874 : l'œuvre satirique pour laquelle il a réuni une documentation immense reste inachevée. Elle est publiée en l'état dans l'année 1881, un an après sa mort.

### Dernières années
Ses dernières années sont assombries par la disparition de ses amis, les difficultés financières et des problèmes de santé.
Il meurt subitement le 8 mai 1880, à Canteleu, au hameau de Croisset, foudroyé par une hémorragie cérébrale. Son enterrement au cimetière monumental de Rouen se déroule le 11 mai 1880, en présence de nombreux écrivains importants qui le reconnaissent comme leur maître, qu'il s'agisse d'Émile Zola, d'Alphonse Daudet, d'Edmond de Goncourt, de Théodore de Banville ou de Guy de Maupassant, dont il a encouragé la carrière depuis 1873.

### Aspect physique
François Coppée, poète contemporain de Flaubert, lors d'une rencontre dans un salon mondain tenu par la princesse Mathilde, le décrit, en 1869, comme un « géant à teint apoplectique et à moustaches de guerrier mongol, très paré, ayant du linge magnifique et même un soupçon de jabot, qui, après avoir salué la princesse, avait replacé sur l'oreille un chapeau luisant à larges ailes et marchait en faisant craquer dans l'herbe d'étincelantes bottines vernies ».

## Distinctions
- Chevalier de la Légion d'honneur

## L'œuvre flaubertienne
Flaubert est le contemporain de Charles Baudelaire et, comme lui, il occupe une position charnière dans la littérature du XIXe siècle. À la fois contesté (pour des raisons morales) et admiré (pour sa force littéraire) de son temps, il apparaît aujourd'hui comme l'un des plus grands romanciers de son siècle, avec en particulier Madame Bovary, roman qui fonde le bovarysme, puis L'Éducation sentimentale ; il se place entre le roman psychologique (Stendhal) et le mouvement naturaliste (Zola, Maupassant, ces derniers considérant Flaubert comme leur maître). Fortement marqué par l'œuvre d’Honoré de Balzac dont il reprendra les thèmes sous une forme très personnelle (L'Éducation sentimentale est une autre version du Lys dans la vallée, Madame Bovary s'inspire de La Femme de trente ans), il s'inscrit dans sa lignée du roman réaliste. Il est aussi très préoccupé d'esthétisme, d'où son long travail d'élaboration pour chaque œuvre (il teste ses textes en les soumettant à la fameuse épreuve du « gueuloir », qui consiste à les lire à pleine voix, parfois pendant des heures,,). Mais il est tellement obsédé par l'exemple d’Honoré de Balzac, son père littéraire, que l'on retrouvera dans ses notes cette injonction : « S'éloigner du Lys dans la vallée, se méfier du Lys dans la vallée ».
On a également souvent souligné la volonté de Flaubert de s'opposer à l'esthétique du roman-feuilleton, en écrivant un « roman de la lenteur ».
Enfin, son regard ironique et pessimiste sur l'humanité fait de lui un grand moraliste. Son Dictionnaire des idées reçues donne un aperçu de ce talent.
Sa correspondance avec Louise Colet, George Sand, Maxime Du Camp et d'autres a été publiée en cinq volumes dans la Bibliothèque de la Pléiade.

### Madame Bovary

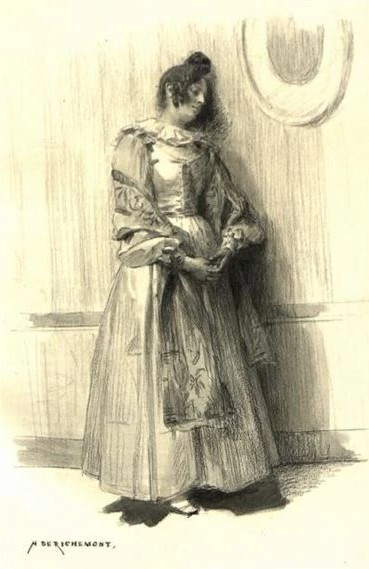
Emma Bovary.
Illustration d'Alfred de Richemont pour une édition de Madame Bovary, 1905.

Flaubert commence le roman en 1851 et y travaille pendant cinq ans, jusqu’en 1856. À partir d’octobre, le texte est publié dans la Revue de Paris sous la forme de feuilleton jusqu’au 15 décembre suivant. En février 1857, le gérant de la revue, Léon Laurent-Pichat, l’imprimeur et Gustave Flaubert sont jugés pour « outrage à la morale publique et religieuse et aux bonnes mœurs ». Défendu par l’avocat Jules Senard, malgré le réquisitoire du procureur Ernest Pinard, Gustave Flaubert est blâmé pour « le réalisme vulgaire et souvent choquant de la peinture des caractères », mais est finalement acquitté grâce, notamment, à ses soutiens dans les milieux artistiques et politiques, la notoriété de sa famille et la plaidoirie de son avocat. Flaubert reçut un soutien de poids en la personne de Victor Hugo qui lui écrivit : « Vous êtes un de ces hauts sommets que tous les coups frappent, mais qu’aucun n’abat ». Le roman connaîtra un important succès en librairie.
Honoré de Balzac avait déjà abordé le même sujet dans La Femme de trente ans en 1831, sous forme de nouvelle roman qui parut en 1842 dans l’édition Furne de La Comédie humaine, sans toutefois faire scandale.
Le récit peut se résumer ainsi : après avoir suivi ses études dans un lycée de province, Charles Bovary s'établit comme officier de santé et se marie à une veuve que ses parents ont crue riche. À la mort de celle-ci, Charles épouse une jeune femme, Emma Rouault, élevée dans un couvent, vivant à la ferme avec son père (un riche fermier, patient du jeune médecin). Emma se laisse séduire par Charles et se marie avec lui. Fascinée par ses lectures romantiques d'adolescence, elle rêve d’une nouvelle vie, méprisant son mari, délaissant son rôle maternel, elle fait la rencontre d'amants sans envergure. Les dettes qu'elle contracte vont ruiner sa famille et vont causer sa mort. Quant à Charles, il mourra de chagrin et laissera sa petite fille Berthe orpheline.

### Salammbô

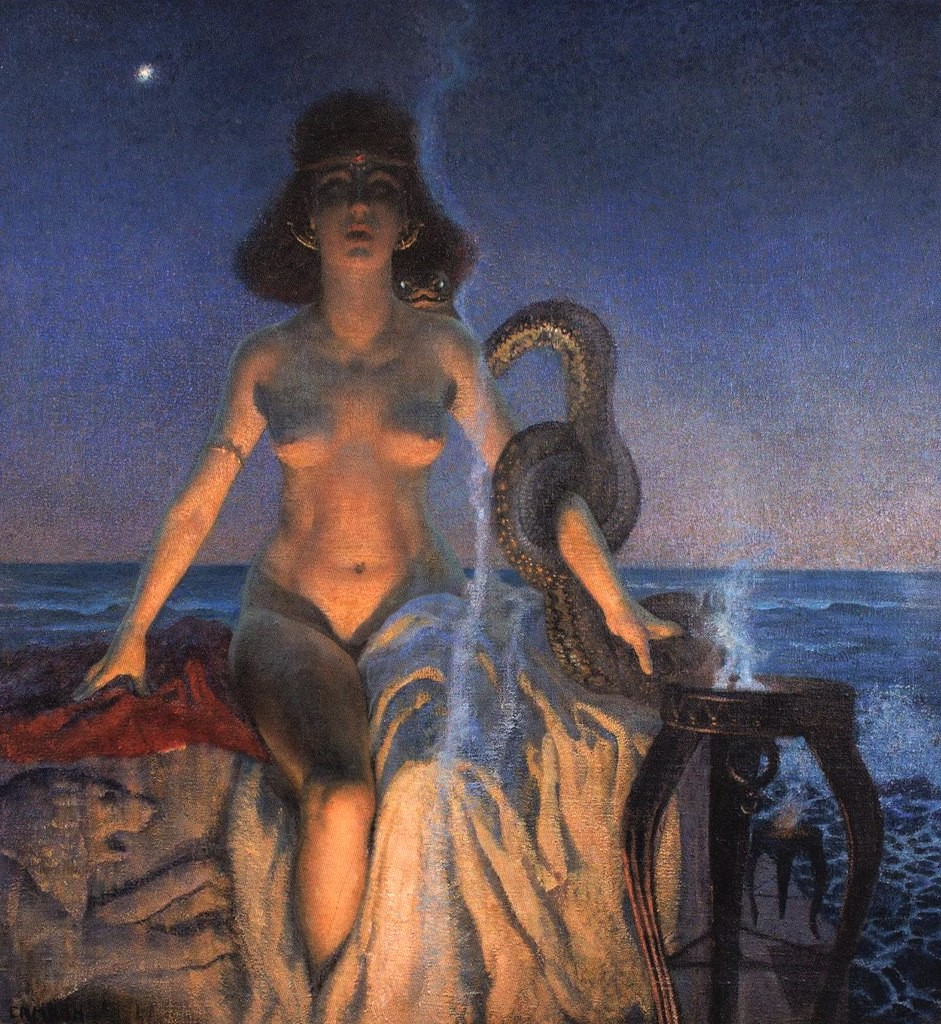
Salammbô, huile sur toile de Glauco Cambon, 1906.

Salammbô vient après Madame Bovary. Flaubert en commence les premières rédactions en septembre 1857. Quelques mois plus tôt, après avoir gagné le procès qui avait été intenté contre Madame Bovary, il avait fait part dans sa correspondance (lettre à Mlle Leroyer de Chantepie) de son désir de s’extirper littérairement du monde contemporain et de travailler à un roman dont l’action se situe trois siècles avant Jésus-Christ. En avril-juin 1858, il séjourne à Tunis pour s’imprégner du cadre de son histoire. Flaubert s'inspire des textes de Plaute sur Carthage, la vie des courtisanes et des combines de l'esclave fourbe. Si l’intrigue est une fiction, il se nourrit des textes de Polybe, Appien, Pline, Xénophon, Plutarque et Hippocrate pour peindre le monde antique et bâtir la couleur locale. Dès sa parution en 1862, le roman connaît un succès immédiat, en dépit de quelques critiques réservées (Charles-Augustin Sainte-Beuve), mais avec d’appréciables encouragements (Victor Hugo, Jules Michelet, Hector Berlioz).
L’incipit est un des plus célèbres de la littérature française :

« C'était à Mégara, faubourg de Carthage, dans les jardins d'Hamilcar. »

Le roman débute par le paragraphe intitulé « Le Festin ». Les mercenaires fêtent à Carthage la fin de la guerre dans les jardins d’Hamilcar, leur général. Échauffés par son absence et par le souvenir des injustices qu’ils ont subies de la part de Carthage, ils ravagent sa propriété ; Salammbô, sa fille, descend alors du palais pour les calmer. Mathô et Narr’havas, tous deux chefs dans le camp des mercenaires, en tombent amoureux. Spendius, un esclave libéré lors du saccage, se met au service de Mathô et lui conseille de prendre Carthage afin d’obtenir Salammbô.

### L’Éducation sentimentale
Le roman, rédigé à partir de septembre 1864 et achevé le 16 mai 1869 au matin, comporte de nombreux éléments autobiographiques (tels la rencontre de Mme Arnoux, inspirée de la rencontre de Flaubert avec Élisa Schlésinger). Il a pour personnage principal Frédéric Moreau, jeune provincial de 18 ans venant faire ses études à Paris. De 1840 à 1867, celui-ci connaîtra l’amitié indéfectible et la force de la bêtise, l’art, la politique, les révolutions d’un monde qui hésite entre la monarchie, la république et l’empire. Plusieurs femmes (Rosanette, Mme Dambreuse) traversent son existence, mais aucune ne peut se comparer à Marie Arnoux, épouse d’un riche marchand d’art, dont il est éperdument amoureux. C’est au contact de cette passion inactive et des contingences du monde qu’il fera son éducation sentimentale, qui se résumera pour l’essentiel à brûler, peu à peu, ses illusions.

### Bouvard et Pécuchet

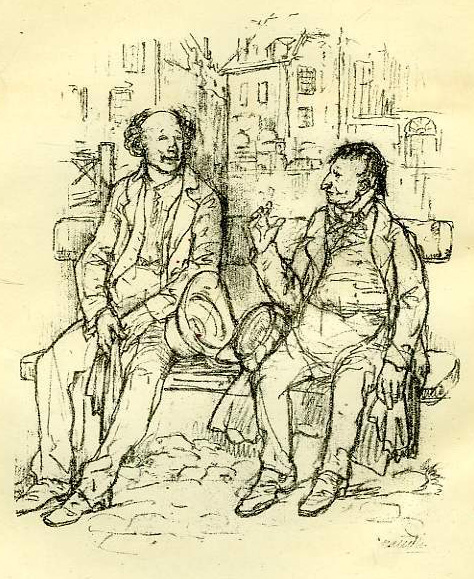
Bouvard et Pécuchet, illustration de Bernard Naudin, 1923.

Le projet de ce roman remonte à 1872, puisque l'auteur affirme son intention comique dans un courrier à George Sand. Dès cette époque, il songe à écrire une vaste raillerie sur la vanité de ses contemporains. Entre l'idée et la rédaction interrompue par sa mort, il a le temps de collecter une impressionnante documentation : on avance le chiffre de mille cinq cents livres. Lors de l'écriture, Flaubert avait songé au sous-titre « Encyclopédie de la bêtise humaine » et c'est effectivement en raison du catalogue qu’il nous en propose que le roman est célèbre. Le comique vient de la frénésie des deux compères, à tout savoir, tout expérimenter, et surtout de leur incapacité à comprendre correctement. Le roman est inachevé et ne constitue que la première partie du plan. L'accueil fut réservé, mais certains[Qui ?] le considèrent comme un chef-d'œuvre.
Par une chaude journée d'été, à Paris, deux hommes, Bouvard et Pécuchet, se rencontrent par hasard sur un banc et font connaissance. Ils découvrent que non seulement ils exercent le même métier (copiste), mais en plus qu'ils ont les mêmes centres d'intérêt. S'ils le pouvaient, ils aimeraient vivre à la campagne. Un héritage fort opportun va leur permettre de changer de vie. Ils reprennent une ferme dans le Calvados, non loin de Caen et se lancent dans l'agriculture. Leur inaptitude ne va engendrer que des désastres. Ils vont s'intéresser à la médecine, la chimie, la géologie, la politique, avec les mêmes difficultés. Lassés par tant d'échecs, ils retournent à leur métier de copiste.
Critiquant les idées reçues, Flaubert montre que, contrairement à ce que pense Hegel, l'Histoire n'a pas de fin, elle est un éternel recommencement[réf. souhaitée]. Les deux compères, qui étaient copistes au début du roman, retournent à leur premier état.

### Correspondance
La correspondance de Flaubert, quasi complète, est exceptionnelle. Elle permet d'entrer au cœur de la rédaction de ses œuvres comme de son siècle. Cent ans plus tard, elle sert Jean-Paul Sartre pour L'Idiot de la famille, qui sera critiqué par Pierre Bourdieu, Les règles de l'art : genèse et structure du champ littéraire, Éditions du Seuil, 1992.

## Liste des écrits
- Un parfum à sentir, 1836.
- Rêve d'enfer, 1837.
- Quidquid volueris, 1837.
- La Danse des morts, 1838.
- Mémoires d'un fou, 1838.
- Smarh, 1839.

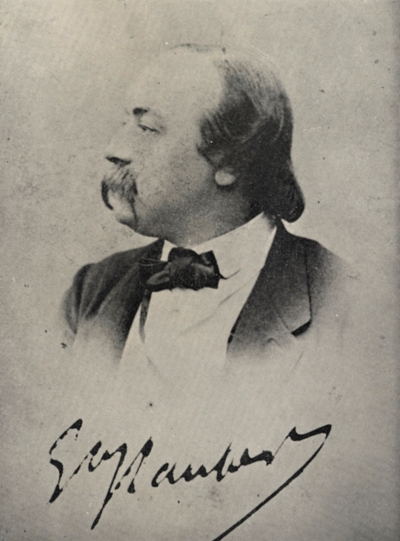
Gustave Flaubert à 46 ans (1867).

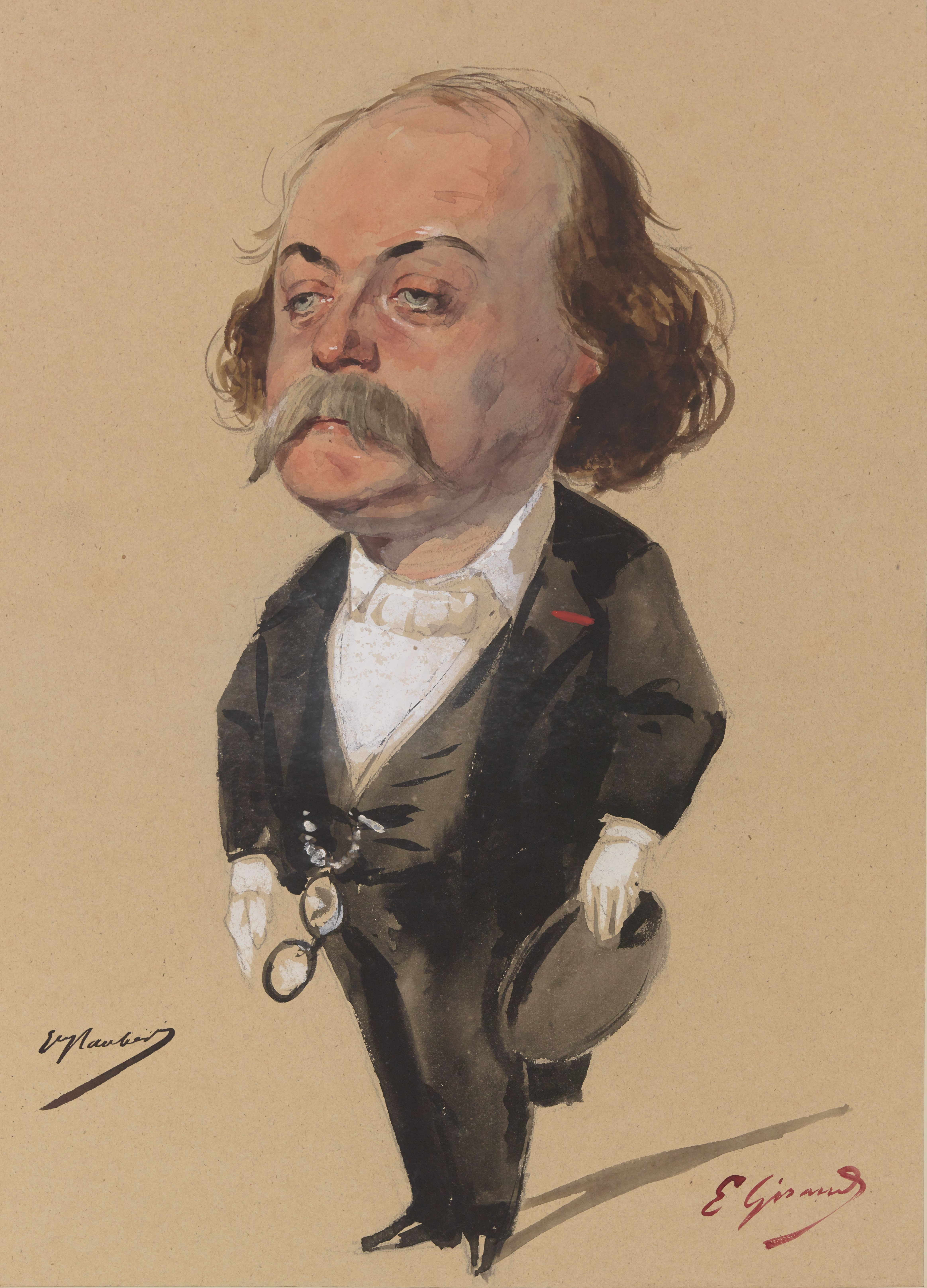
Caricature de Flaubert par Pierre François Eugène Giraud, vers 1868.

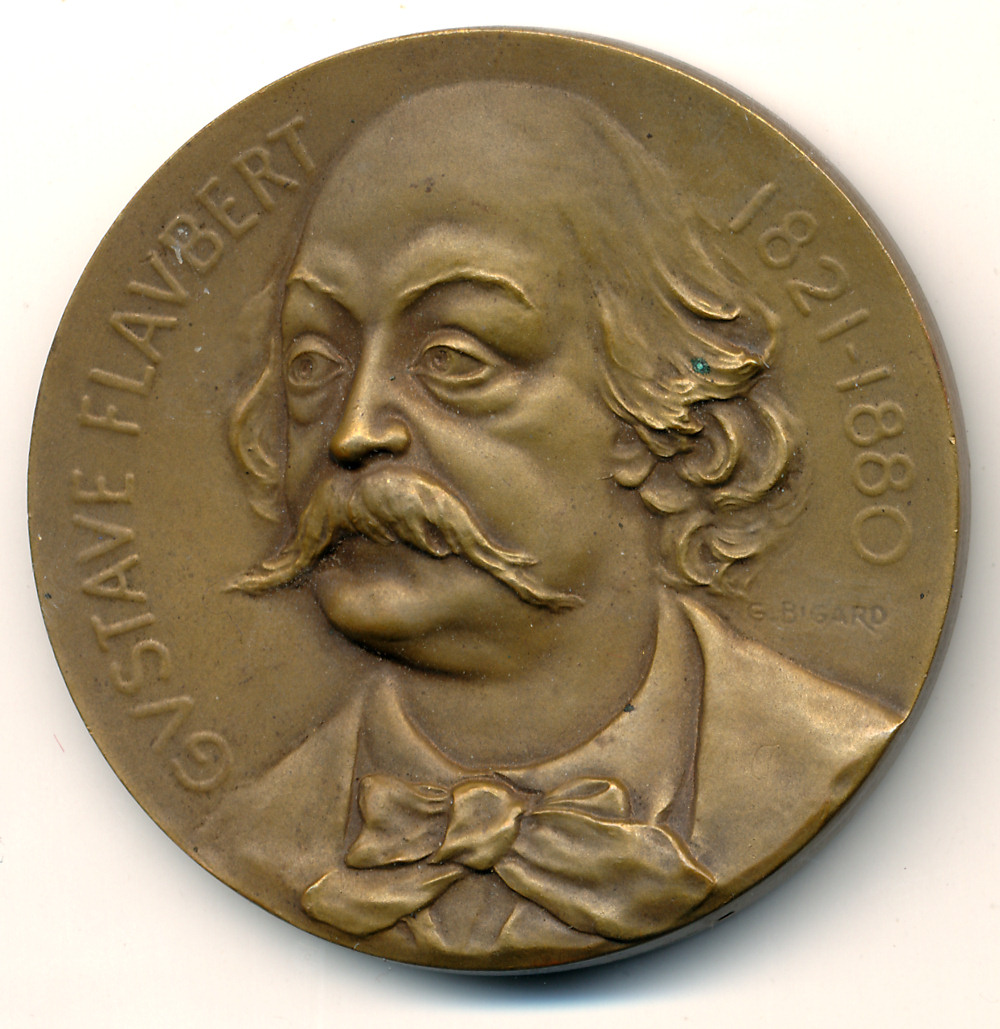
Portrait de Gustave Flaubert par Gaston Bigard, médaille bronze 50 mm.

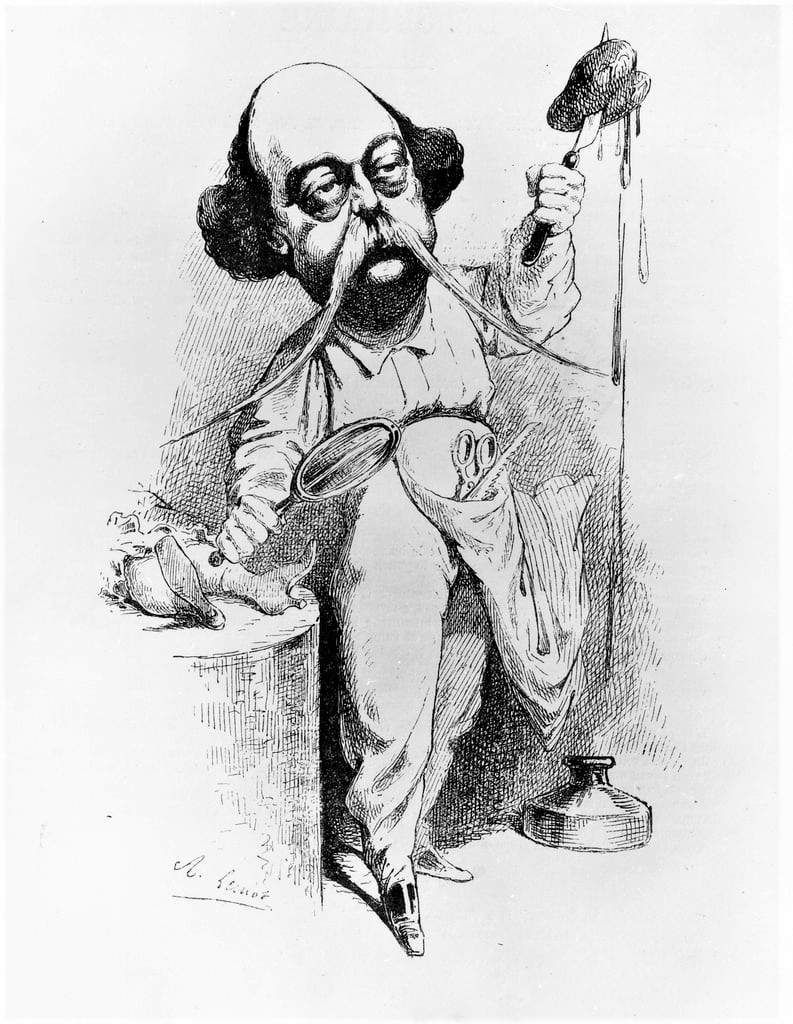
Flaubert disséquant Madame Bovary,
(caricature d'Achille Lemot parue dans La Parodie en décembre 1869).

- Madame Bovary, 1857 et 1930 (éd. suivie des actes du procès).
- Salammbô, 1862 et 1874 (éd. définitive).
- L'Éducation sentimentale, 1869.
- Le Candidat (vaudeville), 1874.
- Les Tentations de saint Antoine de 1849 et 1856 (éditions posthumes) et La Tentation de Saint Antoine, 1874.
- Trois contes : Un cœur simple, La Légende de saint Julien l'Hospitalier, Hérodias, 1877.
- Le Château des cœurs (théâtre), 1880.
- Bouvard et Pécuchet (inachevé), 1881.
- Par les champs et par les grèves (Voyage en Bretagne), avec Maxime Du Camp, 1886.
- À bord de la Cange, 1904.
- Œuvres de jeunesse inédites, 1910.
- Dictionnaire des idées reçues, 1913.
- Premières œuvres, 4 vol., 1914-1920.
- Novembre, 1928 (mais 1842).
- Souvenirs, notes et pensées intimes (1838-1841), 1965.
- Album, annoté par Jean Bruneau et Jean A. Ducourneau, 1972.
- Bibliomanie et autres textes 1836-1839, 1982.
- La queue de la poire de la boule de Monseigneur, "pochade rouennaise", rédigée en collaboration avec Louis Bouilhet, éd. posthume par Artine Artinian, Paris, Nizet, 1958.

### Lettres
- Lettre à la municipalité de Rouen, 1872.
- Lettres à George Sand, 1884.
- Correspondance, 4 vol., 1887-1893.
- Lettres à sa nièce Caroline, 1906.
- Lettres inédites à Georges Charpentier, 1911.
- Lettres inédites à la princesse Mathilde, 1927.
- Correspondance, 9 vol. 1926-1933 et Supplément, 4 vol. 1954.
- Lettres inédites à Tourgueneff, 1946.
- Lettres inédites à Raoul Duval, 1950.
- Lettres d'Orient, 1990.
- Lettres à Louise Colet, 2003.
- Correspondance, présentée, établie et annotée par Jean Bruneau, 6 vol. : tome I (1830-1851), 1973 ; t. II (1851-1858), 1980 ; t. III (1859-1868), 1991 ; t. IV (1869-1875), 1998 ; t. V (1875-1880), 2007 ; index, 2007 (éd. Gallimard, Bibliothèque de la Pléiade). Édition en ligne-Université de Rouen.

### Recueils
- Correspondance, Paris, Gallimard, coll. « Bibliothèque de la Pléiade », t. I à IV, édition établie par Jean Bruneau, 1973-1998 ; t. V édition établie par Jean Bruneau et Yvan Leclerc, 2007.
- Œuvres complètes, 8 vol., 1884 (éd. Albert Quantin).
- Œuvres, 10 vol., 1874-1885 (éd. Alphonse Lemerre).
- Œuvres complètes, 13 vol., 1926-33 (éd. Louis Conard).
- Œuvres complètes illustrées, 10 vol., 1921-25.
- Œuvres, 2 vol. 1936, établies et annotées par Albert Thibaudet et René Dumesnil (éd. Gallimard, Bibliothèque de la Pléiade).
- Œuvres complètes, 1940-1957 (éd. Les Belles Lettres).
- Œuvres complètes, 2 vol. 1964 (éd. du Seuil).
- Œuvres complètes, 18 vol., 1965, annotées par Maurice Nadeau.
- Œuvres complètes, 16 vol., 1975 (éd. Études littéraires françaises).
- Œuvres complètes, 16 vol., 1971-1975, annotées par Maurice Bardèche.
- Œuvres de jeunesse, Œuvres complètes I, établie et annotée par Claudine Gothot-Mersch et Guy Sagnes, Paris, Gallimard, coll. « Bibliothèque de la Pléiade », 2001.
- Œuvres complètes II et III, sous la direction de Claudine Gothot-Mersch, Paris, Gallimard, coll. « Bibliothèque de la Pléiade », avec la collaboration de Jeanne Bem, Stéphanie Dord-Crouslé, Yvan Leclerc et Gisèle Séginger, 2013.
- Œuvres complètes IV et V, sous la direction de Gisèle Séginger avec la collaboration de Philippe Dufour et Roxane Martin, Paris, Gallimard, coll. « Bibliothèque de la Pléiade », 2021.

## Hommages et postérité

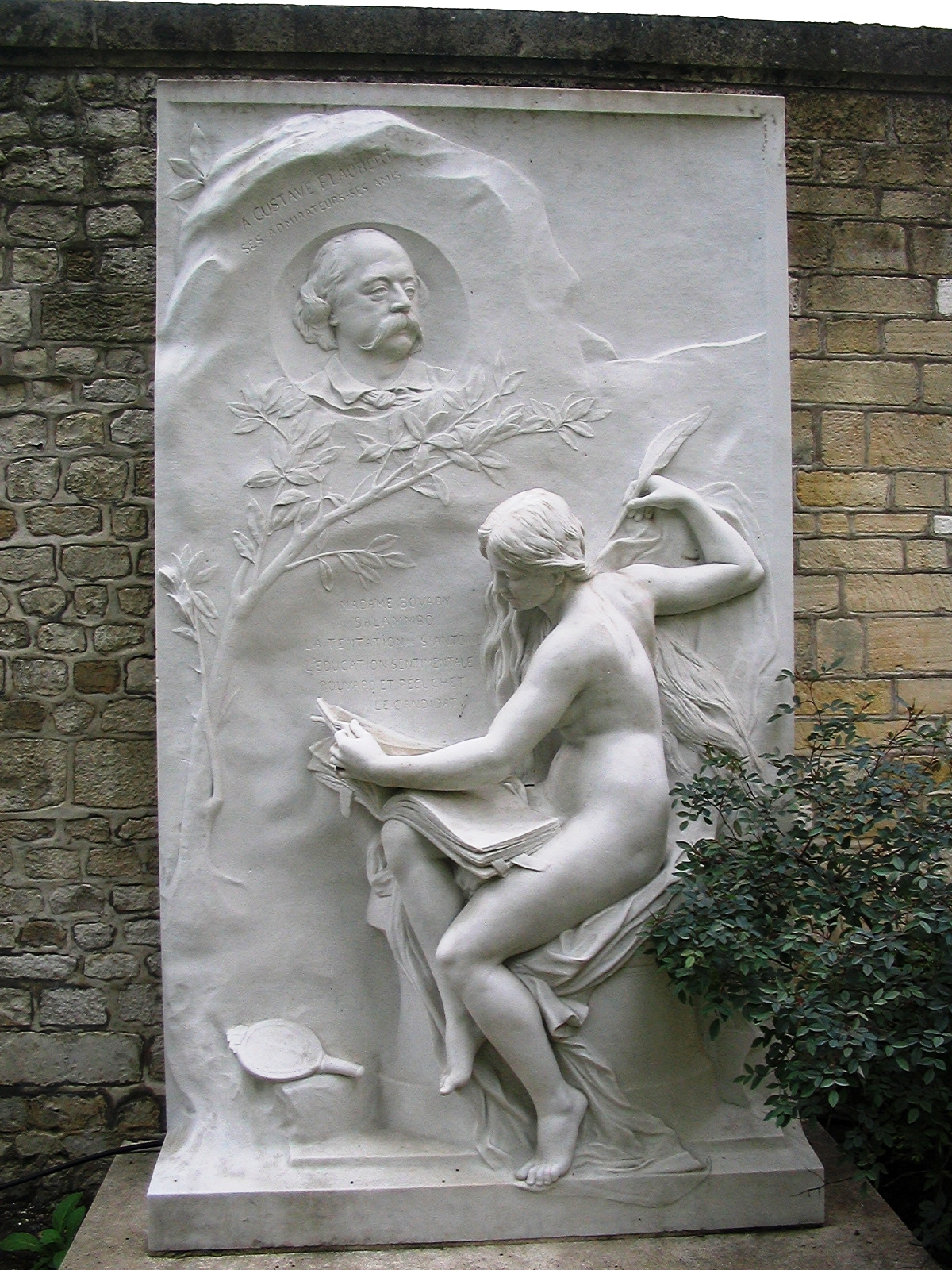
Henri Chapu, Monument à Gustave Flaubert, 1890.

### Manuscrits
Les manuscrits et dossiers de préparation des œuvres majeures de Flaubert ont fait l'objet d'un don par sa nièce Caroline Flanklin Groult en 1914 et 1931. Ceux-ci ont été répartis et dispersés entre les trois institutions suivantes : la Bibliothèque historique de la ville de Paris, la Bibliothèque municipale de Rouen et la Bibliothèque nationale de France. Aucun dossier de préparation n'est complet au sein d'une seule de ces institutions.
La Bibliothèque historique de la ville de Paris possède depuis 1914 deux manuscrits de L'Éducation sentimentale (le dit définitif et la copie préparée pour l'impression), ainsi que 30 carnets autographes de notes de voyages, plans et schémas et de lectures, écrites de la main de l'écrivain.
La Bibliothèque municipale de Rouen possède Bouvard et Pécuchet, les brouillons et le dernier manuscrit remis à l'éditeur pour Madame Bovary .
La Bibliothèque nationale de France conserve les manuscrits de travail pour L'Éducation sentimentale (complémentaires aux manuscrits de la Bibliothèque historique de la ville de Paris) et les manuscrits de travail, définitifs et de copistes pour Salammbô.
L'ensemble a été numérisé, regroupé et est disponible sur Gallica avec par ailleurs des sites d'études académiques complets spécifiques aux œuvres, manuscrits ou dossiers,,.

### Peinture
Thomas Couture réalisa un portrait de lui de format ovale, qu'il lui dédicaça et qui passa en vente publique à Paris le 24 mars 1999.

### Sculpture
- Henri Chapu, Monument à Gustave Flaubert, marbre, 1890, musée Flaubert et d'histoire de la médecine, Rouen.

### Documentaire
- L'émission Secrets d'Histoire, intitulée « Gustave Flaubert, la fureur d'écrire ! » et présentée par Stéphane Bern, lui est consacrée[41].

### Émission pour les enfants
En 1986, le programme de télévision Sesame Street a rendu hommage à Gustave Flaubert. En effet, il a créé une écrivaine d'ourse Flo Bear (jeu de mots : Ourse Flo en français). Elle a apparu de la saison 18 à la saison 24 (sauf saison 19), en 16 épisodes[réf. nécessaire]

### Astronomie
Sont nommés en son honneur :
- (11379) Flaubert, un astéroïde de la ceinture principale ;
- Flaubert, un cratère d'impact sur la planète Mercure.

### Philatélie
- Gustave Flaubert est représenté sur un timbre français de 8 F de Paul-Pierre Lemagny (graveur Charles-Paul Dufresne), mis en circulation le 20 octobre 1952 et retiré de la vente le 21 mars 1953[42],[43]

### Odonymie
En 2023, 310 rues, avenues (etc.) portent le nom de l’écrivain.

### Numismatique
- Gustave Flaubert figure sur une pièce de 10 € en argent éditée en 2012 par la Monnaie de Paris pour représenter sa région natale, la Haute-Normandie[45].

### Cérémonies du centenaire
- Centenaire de la naissance de Gustave Flaubert : cérémonies du 12 décembre 1921 ; discours de M. Edmond Haraucourt, Paul Bourget et Albert Mockel Lire en ligne

### Hôtel littéraire
- L'hôtel littéraire Gustave Flaubert (hôtel 4 étoiles) a été inauguré à Rouen le 28 octobre 2015[46]. Il se situe 33 rue du Vieux-Palais, tout près de la place du Vieux-Marché.

### Sources primaires
- Alphonse Jacobs (éd.), Gustave Flaubert - George Sand, correspondance, Paris, Flammarion, 1981, 601 p., présentation en ligne.
- (en) Gustave Flaubert, Francis Steegmuller (éd.), Intimate Notebook 1840-1841, Garden City (New York), Doubleday & Co., 1967.
- (en) Gustave Flaubert, Francis Steegmuller (éd.), Flaubert in Egypt: A Sensibility on Tour Boston (Massachusetts), Little, Brown & Co., 1972.
- (en) Gustave Flaubert, Francis Steegmuller (éd.), The Letters of Gustave Flaubert 1830-1857, Cambridge (Massachusetts), Harvard University Press, 1980.
- (en) Gustave Flaubert, Francis Steegmuller (éd.), The Letters of Gustave Flaubert, 1857-1880, Cambridge (Massachusetts), Harvard University Press, 1982.
- (en) Gustave Flaubert, George Sand, Francis Steegmuller (éd.), Flaubert-Sand : The Correspondence, traduite par Barbara Bray, Londres, Harvill, 1993.